# E-recruitment
E-recruitment è il processo aziendale di selezione di candidati, finalizzato all'assunzione, attuato attraverso servizi online, in particolare la rete Internet. L'ingresso delle ICT nel mercato del lavoro, infatti, ha condizionato le imprese, che a seguito di processi di globalizzazione si sono trovate a dover affrontare un mercato instabile e difficile da controllare. Alla luce di tali innovazioni, si assiste a numerosi cambiamenti nei modelli gestionali e organizzativi adottati dalle aziende. Esse hanno trasferito molti dei loro processi di selezione online per incrementare la velocità con cui i candidati possono essere trovati. 
Il processo si avvale solitamente dell'uso di sito web online strutturati per la pubblicazione di piccoli annunci. Negli ultimi anni, l'e-recruitment ha conosciuto una forte espansione in tutto il mondo: con l'uso di database, tecnologie, bacheche per annunci lavorativi e motori di ricerca, i datori di lavoro possono ora inserire inserzioni con una tempestività prima impossibile. In termini di Human Resources Management, Internet ha radicalmente cambiato la funzione del reclutamento dal punto di vista organizzativo e di chi ricerca un impiego. I metodi convenzionali per il processo di reclutamento sono riconosciuti per essere “consumatori di tempo”, con alti costi e una ricerca limitata dal punto di vista geografico.

## Storia
L'e-recruitment nasce nei primi anni '90 negli Stati Uniti dove, in pochi anni, subisce una forte evoluzione e diffusione. In Italia questo fenomeno vede ha uno sviluppo più lento, anche se il mercato è in continua crescita ed è in aumento anche la fiducia delle aziende e dei candidati, che capiscono come il web 2.0 sia uno strumento utile e accessibile a chiunque. Le prime forme di e-recruitment consistevano nella cosiddetta “Job Board”, una vera e propria bacheca virtuale dove era possibile pubblicare annunci per candidature e job seeker. Oggi, i processi di assunzione sono più veloci, più competitivi, più sociali e non limitati alla singola località geografica. L'e-recruitment segue regole, metodologie e modelli tecnologici interamente rinnovati.

## Descrizione

### Obiettivi
L'obiettivo principale dei servizi di e-recruitment è facilitare il contatto tra le aziende e chi sta cercando un lavoro. 
In particolare, le aziende che desiderano inserire figure professionali all'interno della loro struttura possono pubblicare annunci sulle piattaforme online messe a disposizione delle compagnie specializzate in e-recruitment. L'inserimento di questi annunci può essere a pagamento, gratuito o misto.

### Vantaggi e svantaggi dell'e-recruitment
Ciò che porta l'e-recruitment ad una così rapida evoluzione è senz'altro la numerosa quantità di vantaggi che questa metodologia produce, oltre alla possibilità di una continua espansione grazie alla comparsa di software sempre più aggiornati e nuove tecnologie ICT che aiutano a ottimizzare il processo di e-recruitment.
I principali vantaggi sono:
- minor tempo di acquisizione di una gran quantità di curriculum vitae
- abbattimento dei costi rispetto ad un processo di selezione tradizionale: il risparmio si riscontra sia nel risparmio nella pubblicazione di un annuncio su un sito piuttosto che su un giornale, sia al risparmio legata all'automazione e informatizzazione di molte fasi del processo selettivo[1]
- metodo facile per  creare un nuovo canale di reclutamento
- creazione di una vera e propria banca dati dei curriculum
- abbattimento dei limiti geografici e territoriali
- velocità e comodità nella consultazione dei dati
- attraverso la standardizzazione di form da compilare l'azienda può selezionare più facilmente le caratteristiche del candidato a cui è interessato
- le piattaforme web 2.0 offrono molti più vantaggi e possibilità di manipolazione rispetto all'acquisizione del tradizionale curriculum vitae : i canali online permettono ai responsabili delle Risorse Umane una conoscenze più sfaccettata dei candidati, uno spaccato più organico e informale: un “curriculum parlante”
- i siti specializzati nell'online recruitment consentono di sviluppare il cosiddetto “employer branding” aziendale, grazie a banner sui portali, pagine dedicate con il profilo aziendale, maggior gestione e screening delle candidature.

Gli svantaggi:
- alto grado di strutturazione dove viene meno la professionalità umana
- grande e forse troppa quantità di curriculum acquisita
- scomodità nell'inserimento dei form strutturati dall'azienda che porta l'utente a reinserire le stesse cose iniziando da capo ad ogni form
- possibilità di trovare annunci poco seri
- banche dati con profili di bassa esperienza perché il web è usato prevalentemente dai giovani
- duplicazione dei dati su più portali, perché le aziende usano spesso più canali di reclutamento
- ricevere notizie frammentate e non informazioni complete sui candidati.[2]

Quando un job seeker ricerca un impiego può condurre una ricerca attiva o passiva dell'impiego: la ricerca passiva consiste sostanzialmente nel “mettere” in mostra le proprie potenzialità attraverso strumenti quali i Pure player online, i social Network, i blog e le comunità virtuali.
La ricerca attiva del lavoro si ha quando il candidato si candida spontaneamente per un impiego inviando direttamente il proprio curriculum vitae all'azienda d'interesse, per esempio attraverso il sito aziendale. 
La ricerca passiva o attiva del lavoro può essere svolta anche dalle imprese, le quali nel caso di una ricerca passiva, si limitano a pubblicare un annuncio di lavoro attraverso strumenti quali il job posting e il job advertising. Le imprese che invece iniziano una ricerca attiva, non si limitano a pubblicare l'annuncio di un posto vacante, ma cerca attivamente i potenziali candidati.
Altri strumenti utili all'incontro tra domanda e offerta online possono essere per esempio banner pubblicitari legati ad offerte di lavoro, pubblicazioni di proposte di stage, software per la gestione on line del reclutamento e pubblicazione di profili aziendali.

### Sviluppi futuri dell'e-recruitment
Ci si aspetta un'ulteriore evoluzione dei servizi proposti: innanzitutto, le aziende tenderanno ad aumentare il grado di standardizzazione dei dati scambiati, attraverso la predisposizione di form per candidarsi, che sostituiranno l'invio del curriculum; ciò permetterà di ottenere processi di reclutamento sempre più snelli e veloci. Inoltre, è possibile che il fenomeno dell'e-recruting assuma nuove forme, sulla scia di quanto sta già avvenendo negli Stati Uniti, dove blog e siti di social networking vengono usati per individuare i talenti da assumere.
Nel nostro Paese, è evidente la tendenza dei servizi web di reclutamento a diventare sempre più interattivi: esemplificativa, in tal senso, l'esperienza di Monster.it, che ha fatto in modo di creare una comunità virtuale, attraverso l'uso di contenuti editoriali, canali, sondaggi, ecc, trasformando così l'utente da consumer a “prosumer”, consumatore e insieme produttore di informazione.

### Piattaforme on line
La prerogativa della maggior parte dei servizi online dedicati all'e-recruitment riguarda la possibilità di ricevere la copia digitalizzata del curriculum vitae dei cosiddetti "job seekers", ossia delle persone presumibilmente disoccupate che desiderano ottenere una posizione lavorativa. I candidati possono inviare i propri CV direttamente alle aziende che pubblicano annunci di interesse. Il ruolo degli operatori dei servizi di e-recruitment consiste in primo luogo nella gestione della piattaforma on line che consente la ricezione, l'elaborazione e l'invio di queste informazioni.
Attraverso le piattaforme di e-recruitment le aziende possono così gestire in modo agile le varie candidature, scrutinando e selezionando i CV pervenuti.

### E-recruitment tramite social network
L'evoluzione del web 2.0 rappresenta un'opportunità e un'innovazione anche in ambito sociale ed economico, infatti i social media, che stanno diventando sempre più importanti e diffusi, si pongono come strumenti di trasformazione dei processi di comunicazione e dell'organizzazione aziendale.
I principali social network che possono essere utilizzati in questo campo sono:
- LinkedIn,
- Facebook,
- Twitter,
- XING,
- Viadeo,
- FaceCV.

I principali vantaggi nell'utilizzo dei social media per l'E-recruitment riguardano un risparmio di tempo e denaro, la possibilità di conoscere meglio i candidati e una pubblicità costante. Gli svantaggi  principali riguardano l'utilizzo scorretto di Facebook e Twitter da parte degli utenti (potrebbero inserire informazioni e contenuti sconvenienti) e i conseguenti pregiudizi che potrebbero formarsi nel selezionatore.=

### Software specializzati
Per permettere alle aziende di gestire in modo centralizzato, organico ed efficiente le attività di ricerca e selezione del personale, alcune imprese del settore hanno sviluppato dei software specialistici convenzionalmente definiti Applicant Tracking Systems (ATS) o Recruitment Management Systems.
In linea generale, queste applicazioni si integrano al sito web aziendale, si interfacciano ai principali canali di job-advertising (job board, vertical search, reti sociali, ecc.) e permettono alle aziende utilizzatrici di:
- Gestire in modo centralizzato la pubblicazione dei propri annunci in rete (sito aziendale e siti di ricerca);
- Raccogliere le candidature via web e collezionarle all'interno di un'unica banca dati aziendale;
- Evitare la duplicazione delle anagrafiche e dei CV dei candidati;
- Effettuare la ricerca e lo screening dei candidati in modo rapido ed efficace;
- Gestire in modo ordinato, strutturato e interattivo le varie attività del processo selettivo (colloqui, valutazioni, ecc.);
- Tracciare e tenere in memoria tutte le informazioni e i documenti relativi ai candidati;
- Ottenere una reportistica precisa sull'andamento delle attività e sull'efficienza complessiva del processo;
- Gestire gli adempimenti alle disposizioni legislative in materia di privacy;

I Recruitment Management System presenti sul mercato sono relativamente numerosi, possono connotarsi come prodotti di tipo "isolato" oppure come "moduli verticali" di soluzioni gestionali più o meno estese ed integrate.